# Stöttwang
Stöttwang è un comune tedesco di 1 863 abitanti, situato nel land della Baviera.